# (7589) 1992 SR1
(7589) 1992 SR1 est un astéroïde de la ceinture principale découvert en 1992.

## Description
(7589) 1992 SR1 a été découvert le 26 septembre 1992 à l'Observatoire astronomique Dynic, basé à Kyoto, au Japon, par Atsushi Sugie.

### Caractéristiques orbitales
L'orbite de cet astéroïde est caractérisée par un demi-grand axe de 2,29 UA, un périhélie de 1,96 UA, une excentricité de 0,14 et une inclinaison de 5,98° par rapport à l'écliptique. Du fait de ces caractéristiques, à savoir un demi-grand axe compris entre 2 et 3,2 UA et un périhélie supérieur à 1,666 UA, il est classé, selon la JPL Small-Body Database, comme objet de la ceinture principale.

### Caractéristiques physiques
(7589) 1992 SR1 a une magnitude absolue (H) de 14,3 et un albédo estimé à 0,042.